# Morti nel 1025
| Questa pagina contiene informazioni ricavate automaticamente dalle voci biografiche con l'ausilio del template Bio e di un bot. L'aggiornamento è periodico e automatico e ricostruisce completamente la pagina. Se manca una persona in questa lista, sei pregato di non aggiungerla, ma accertati piuttosto che la sua voce biografica contenga il template Bio e che i dati anagrafici siano correttamente compilati. Se il template Bio manca, inseriscilo tu stesso o, in alternativa, metti l'avviso {{tmp\|Bio}} che ne segnala la mancanza. Se i dati riportati sono sbagliati, correggi direttamente la voce biografica; le modifiche saranno visibili in questa lista entro pochi giorni. Per chiarimenti vedi il progetto biografie. La lista contiene solo le 10 persone che sono citate nell'enciclopedia e per le quali è stato implementato correttamente il template Bio. Pagina aggiornata al 19 ott 2024. |

- 14 maggio - Ishoʿyahb IV bar Ezechiel, vescovo cristiano orientale siro
- 17 giugno - Boleslao I di Polonia, sovrano polacco (n. 967)
- 20 agosto - Burcardo di Worms, vescovo e giurista tedesco (n. 950)
- 28 agosto - Ugo II di Francia, sovrano (n. 1007)
- 1º novembre - Gunther di Meißen, arcivescovo cattolico tedesco
- 4 novembre - Matilde di Germania, nobile tedesca (n. 979)
- 15 dicembre - Basilio II Bulgaroctono, imperatore bizantino (n. 958)
- Eustazio di Costantinopoli, vescovo bizantino
- Muhammad III ibn Abd al-Rahman, califfo (n. 976)
- Koshikibu no Naishi, poeta giapponese (n. 999)